# 東山区 (鶴崗市)
東山区（とうざん-く）は中華人民共和国黒竜江省鶴崗市に位置する市轄区。鶴崗市唯一の郊外区。

## 歴史
1918年（民国7年）、興華煤鉱公司により石頭河地方の炭鉱開発が行われると区域に集落が形成されるようになり湯原県の管轄とされた。
1932年（大同元年）、満州国が成立すると当初は鉱山保の管轄とされたが、1938年（康徳5年）に鶴立県に移管された。
1946年（民国35年）、区域を実効支配した中国共産党は興山市の管轄下に東山区を設置した。1948年（民国37年）、東山区は廃止、1949年11月には鶴崗市に移管され、1954年には東山街道弁事処が設置された。1958年11月、東山経済区と新一経済区に改編、1966年8月31日、東山経済区を群力区、新一経済区を反修区と改称、1980年4月24日に両区を統合し東山区が成立された。

## 行政区画
5街道、1鎮、2郷を管轄：
- 街道弁事処：工人村街道、新一街道、三街街道、東山街道、鶴興街道
- 鎮：新華鎮
- 郷：蔬園郷、東方紅郷

## 教育

### 大学
- 鶴崗師範高等専科学校（中国語版）

## 交通

### 鉄道
- 中国国家鉄路集団
  - 中国鉄路ハルビン局集団公司
    - 鶴崗線（ジャムス方面）- 新華駅（中国語版） - 峻徳駅（中国語版） -（鶴崗方面）

### 道路
- 高速道路
  -  鶴大高速道路
- 国道
  -  G201国道

## 健康・医療・衛生
- 鶴崗市東山区医院